# Tonalismo

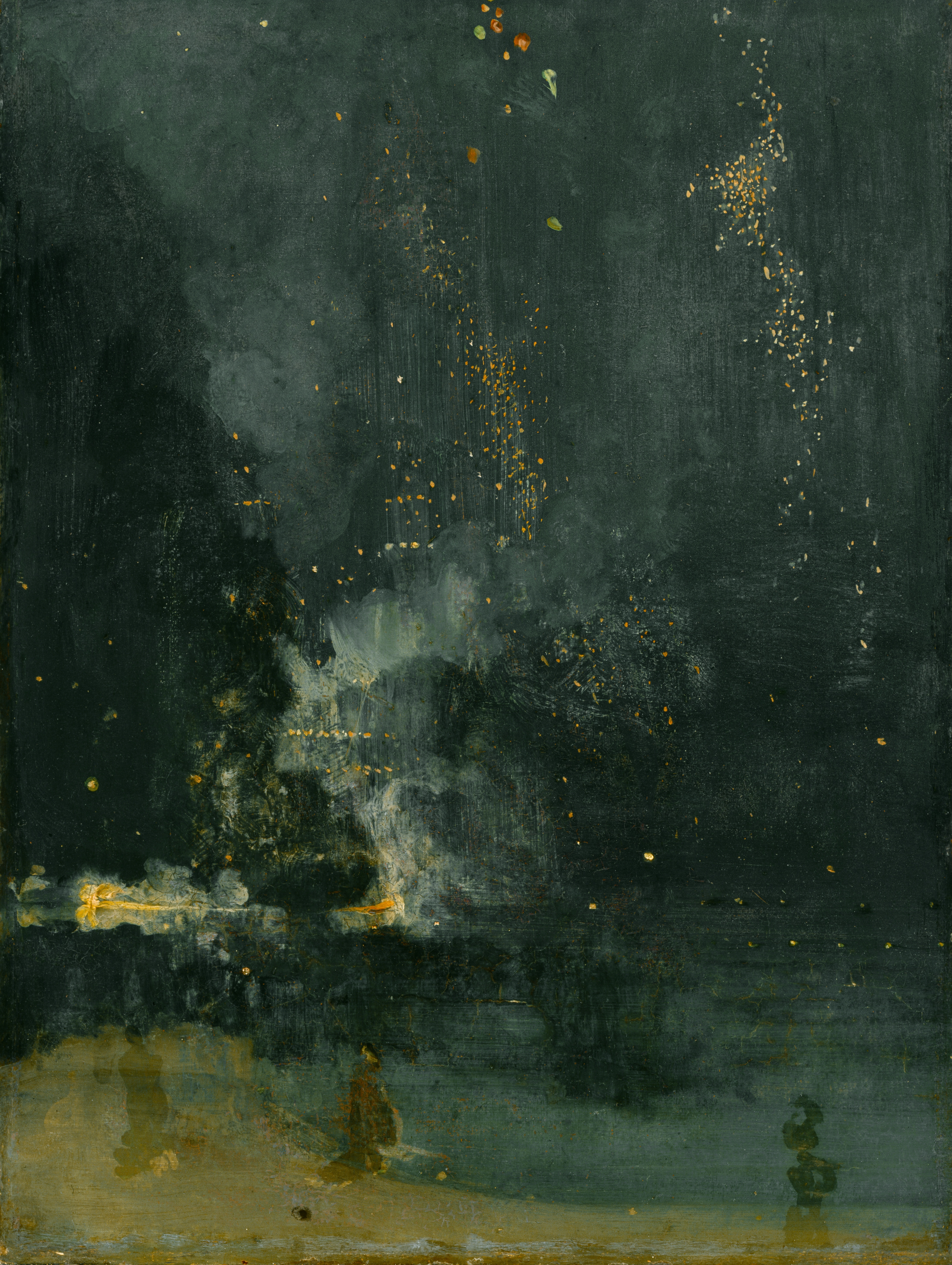
James McNeill Whistler, Nocturne in Black and Gold: The Falling Rocket, c. 1875

El tonalismo fue un estilo artístico que surgió durante los años 1880 cuando artistas estadounidenses empezaron pintar paisajes con un tono de atmósfera o neblina. Entre 1880 y 1915, tonos oscuros y neutrales como gris, marrón o azul a menudo dominaron composiciones por artistas asociados con el estilo. Durante los fines de los años 1890, los críticos de arte americanos comenzaron utilizar el término "tonal" para describir estas obras. Dos de los pintores principales de este estilo fueron George Inness y James McNeill Whistler.
A menudo se emplea el término tonalismo para describir los paisajes americanos derivados del estilo Barbizon, que enfatizaron modo y sombra. Finalmente, el tonalismo fue reemplazado con el impresionismo y el modernismo europeo.

## Artistas principales
- Willis Seaver Adams
- Joseph Allworthy
- Edward Mitchell Bannister
- Ralph Albert Blakelock
- Emanuele Cavalli
- Jean Charles Cazin
- Bruce Crane
- Leon Dabo
- Angel De Cora
- Charles Melville Dewey
- Thomas Dewing
- Charles Warren Eaton
- Henry Farrer
- Percy Gray
- L. Birge Harrison
- George Inness
- Frederick William Kost
- Xavier Martínez
- Arthur Frank Mathews
- Max Meldrum
- John Francis Murphy
- Frank Nuderscher
- Henry Ward Ranger
- Granville Redmond
- Albert Pinkham Ryder
- Edward Steichen
- Dwight William Tryon
- John Twachtman
- Clark Greenwood Voorhees
- James McNeill Whistler
- Alexander Helwig Wyant

## Galería

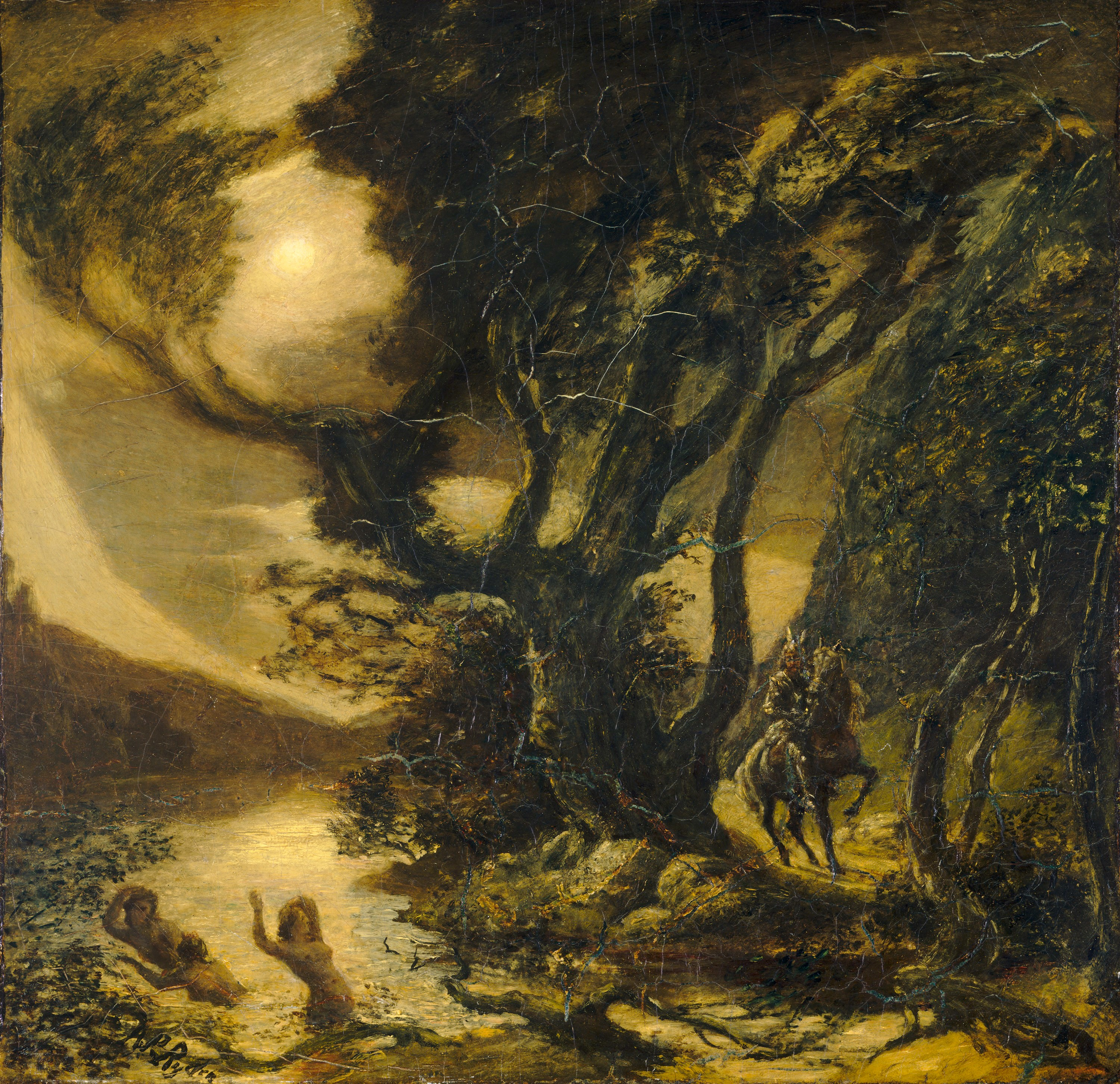
Albert Pinkham Ryder, Siegfried and the Rhine Maidens (1888 - 1891), National Gallery of Art, Washington, DC
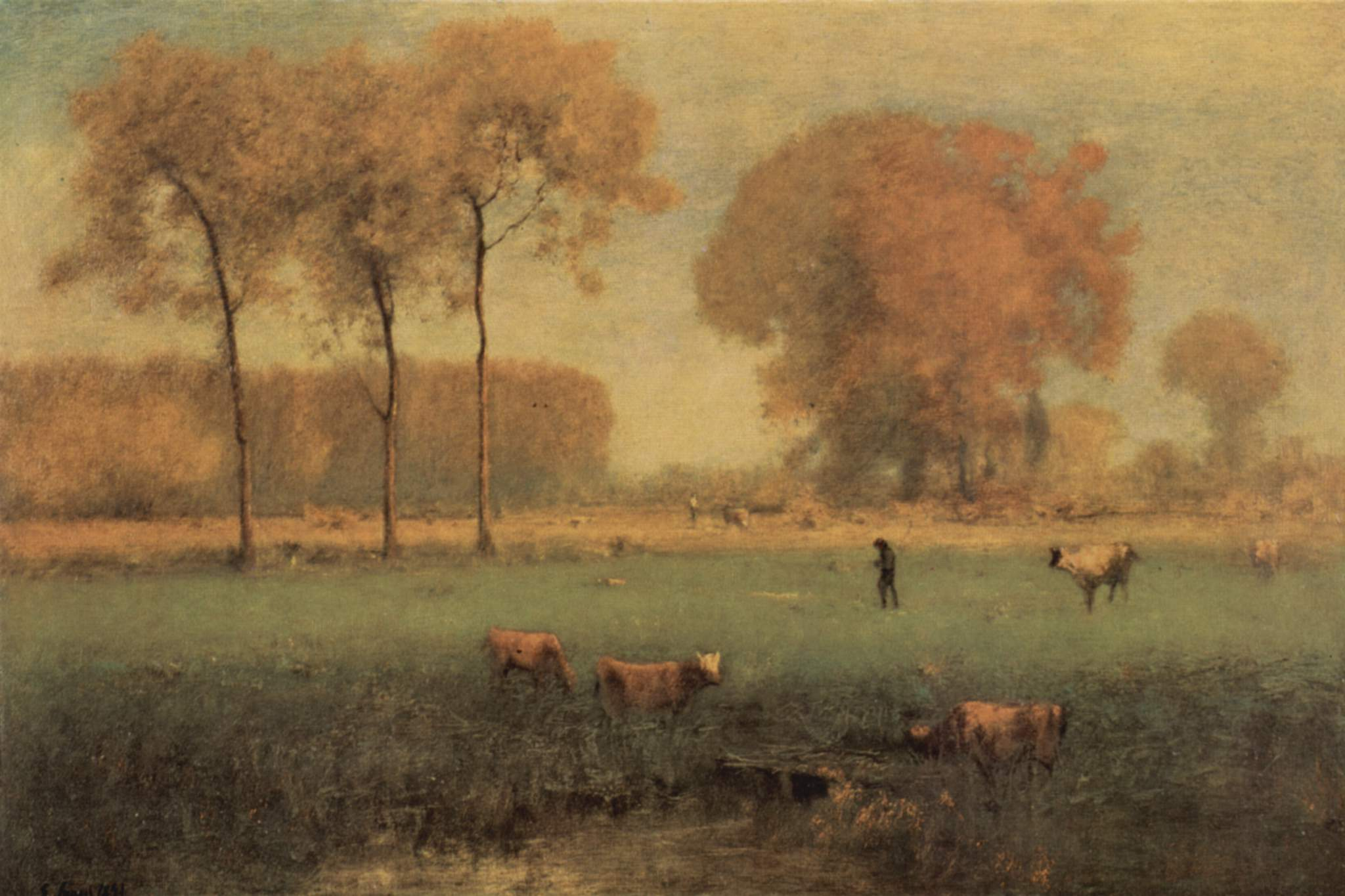
George Inness, Summer Landscape, 1894
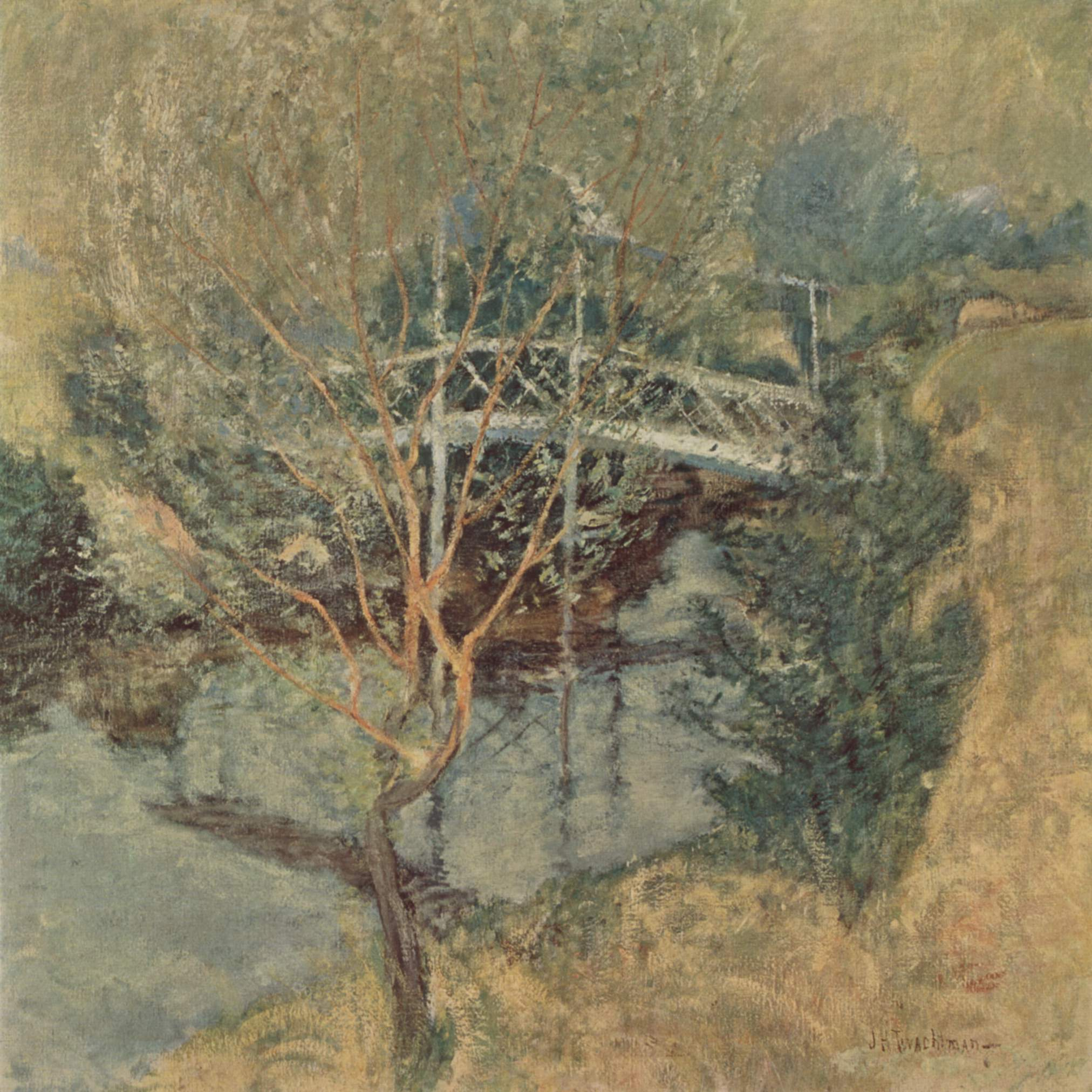
John H. Twachtman, The White Bridge, ca. 1895, Minneapolis Institute of Arts
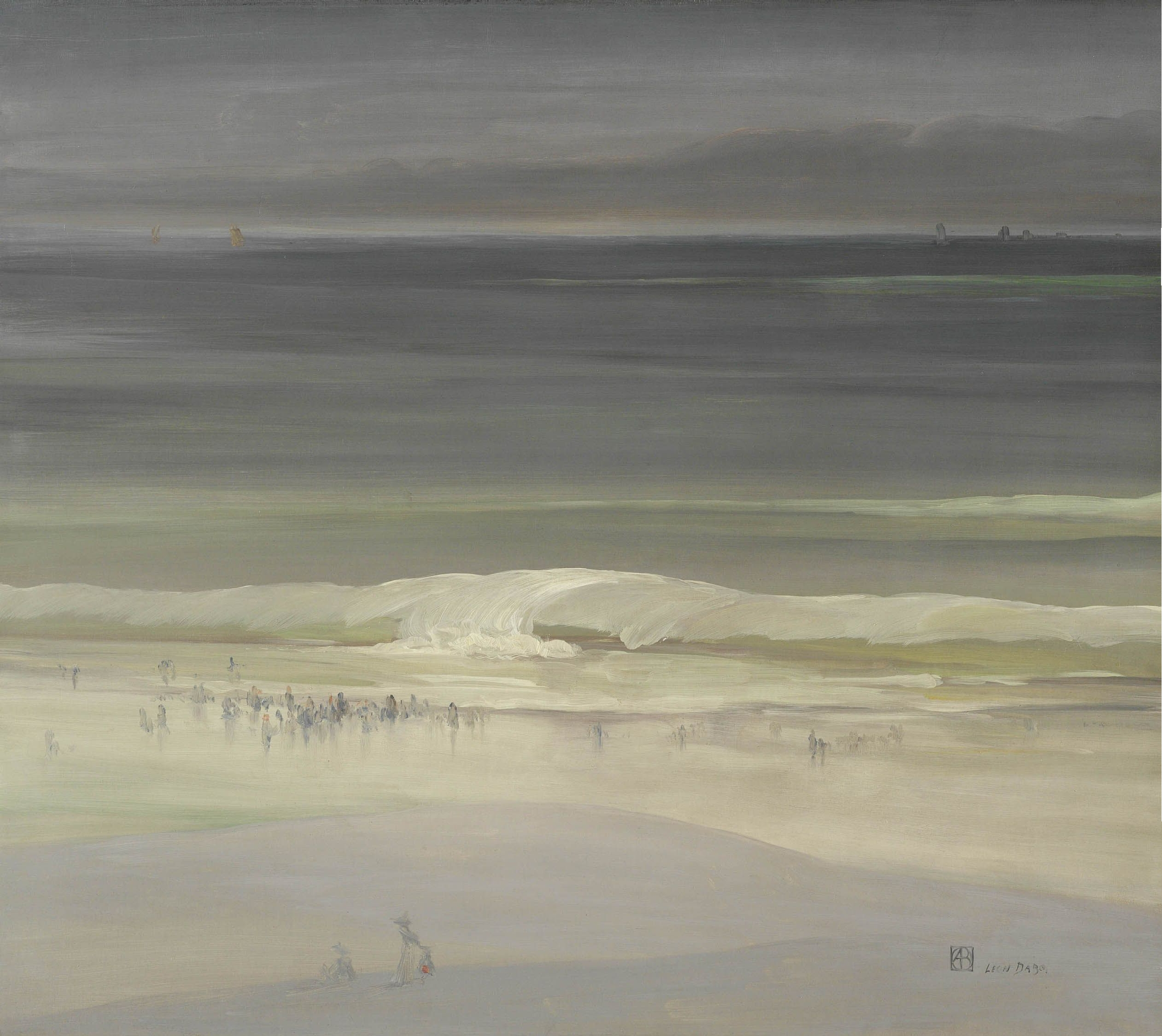
Leon Dabo, The Seashore, ca. 1900; Oil on masonite; 76.8 x 86.4 cm